# Adelotettix seabrai
Adelotettix seabrai är en insektsart som beskrevs av Marius Descamps 1980. Adelotettix seabrai ingår i släktet Adelotettix och familjen gräshoppor. Inga underarter finns listade i Catalogue of Life.